# Antoine Marie Bard

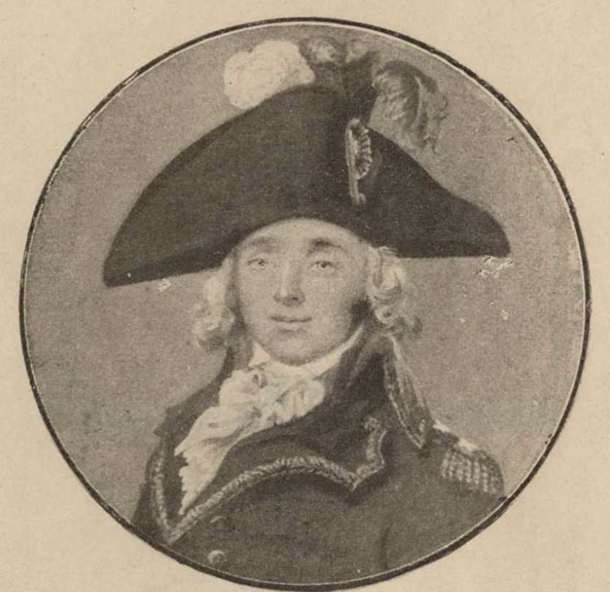
Antoine Marie Bard

Antoine Marie Bard (* 21. Januar 1759 in Montmort, Département Saône-et-Loire; † 9. November 1837 in Toulon-sur-Arroux, Saône-et-Loire) war ein französischer Général de brigade der Revolutionsarmee.

## Karriere
Von 1778 bis 1781 diente er in der königlichen Gendarmerie de France.
Im Jahre 1789, während der Französischen Revolution trat er in die Garde nationale ein. Am 24. Juli 1791 wurde er zum Major der Garde nationale von Toulon-sur-Arroux gewählt. Dann meldete er sich zu einem der Freiwilligebataillone, wurde Lieutenant im 43e régiment d’infanterie und kämpfte mit diesem in der Schlacht bei Jemappes. Am 27. Mai 1793 wurde er Kommandant des 10. Freiwilligenbataillons aus Orléans. Am 29. September 1793 erfolgte die Beförderung zum Général de brigade. Bart wurde Kommandant der „Division de Luçon“, die bei der Bekämpfung des Aufstandes der Vendée eingesetzt war. Hier kämpfte er mit seiner Division in der Schlacht bei La Tremblaye, der Zweiten Schlacht bei Cholet und war an den Gräueln der Colonnes infernales beteiligt.
Einige Zeit befehligte er die Garnison von Luçon und Chantonnay.
Im Jahre 1795 schied er offiziell wegen einer Verwundung aus dem Dienst aus.